# Каунти-холл
Каунти-холл (англ. County Hall) — здание в районе Ламбет, Лондон, которое являлось штаб-квартирой Совета графства Лондон (LCC), а позже Совета Большого Лондона (GLC). Здание находится на южном берегу реки Темзы, рядом с ним, на юге, находится Вестминстерский мост. Оно обращено на запад, в сторону города Вестминстер, и находится недалеко от Вестминстерского дворца. Ближайшие станции лондонского метро — Ватерлоо и Вестминстер. Это здание внесено в список зданий II класса*.

## История

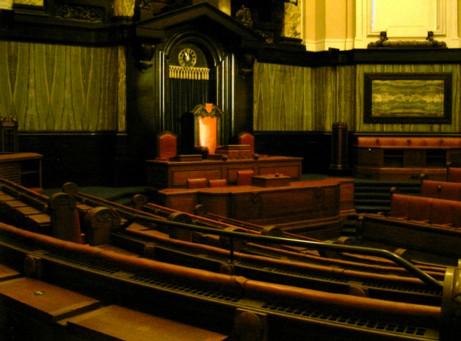
Палата совета LCC

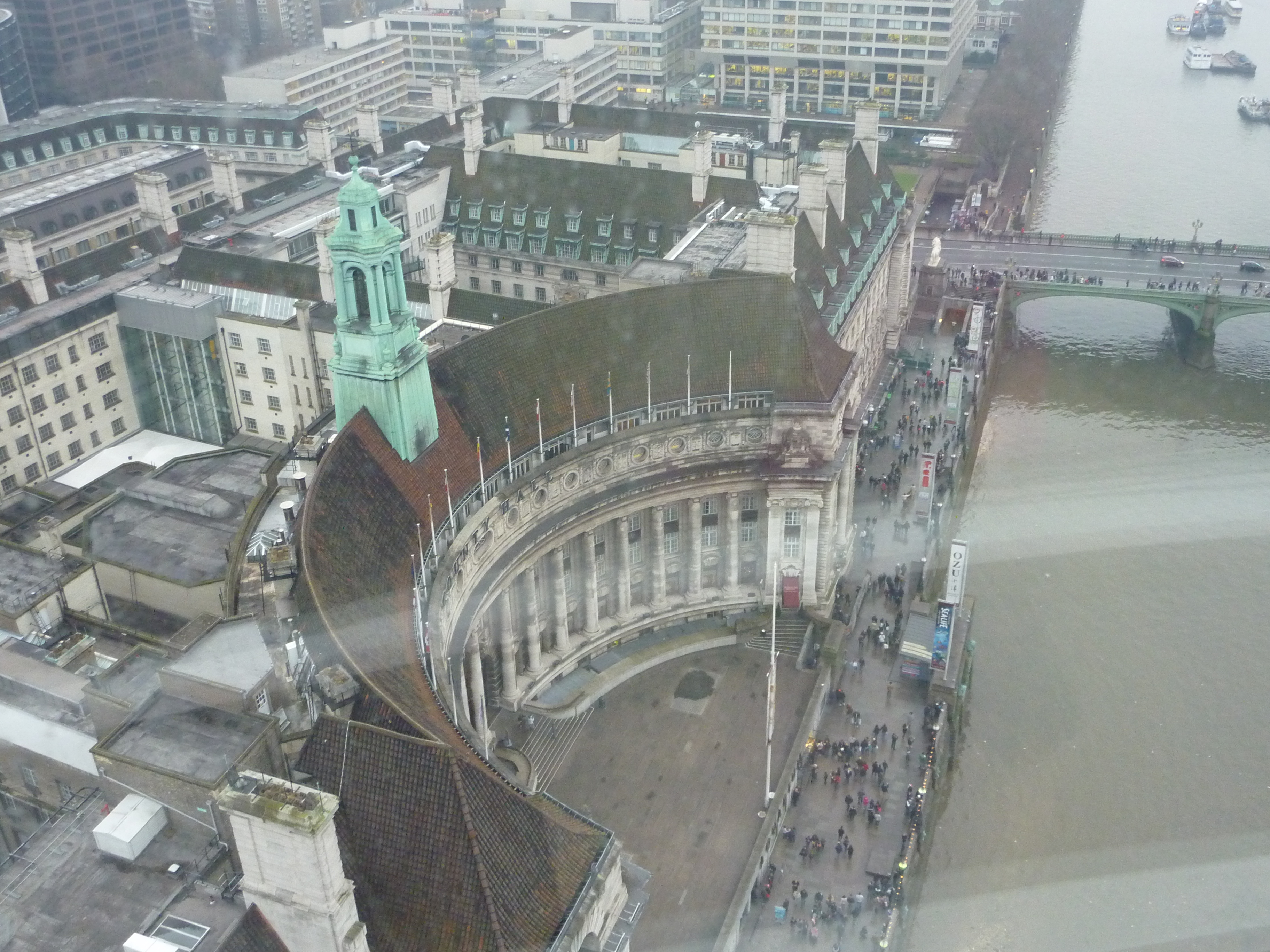
Каунти-холл, Лондон, вид из "Лондонского глаза"

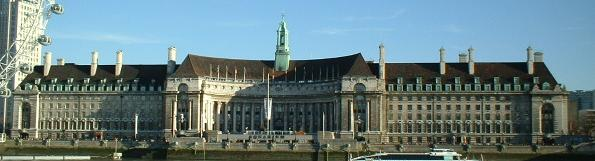
Каунти-холл

Здание было введено в эксплуатацию взамен штаб-квартиры Spring Gardens середины 19 века, унаследованной от Столичного управления по строительству. Участок, выбранный общественными лидерами, ранее был занят четырьмя объектами недвижимости: Float Mead (занят мукомольнями Симмонда), Pedlar's Acre (занят причалами и домами), Bishop's Acre (занят фабрикой Crosse & Blackwell) и Four Acres (занят мастерскими и конюшнями).
Главное шестиэтажное здание было спроектировано Ральфом Ноттом. Оно облицовано портлендским камнем в стиле эдвардианского барокко. Строительство, которое было предпринято компанией Holland, Hannen & Cubitts, началось в 1911 году, а здание было открыто королем Георгом V в 1922 году. Северный и Южный блоки, которые были построены Хиггсом и Хиллом, были добавлены между 1936 и 1939 годами. Островной блок не был достроен до 1974 года.
В 1945 году в этом зале проходила Всемирная профсоюзная конференция.
Островной квартал был построен на месте тогдашней кольцевой развязки (ныне полуостров) между Каунти-холлом, больницей Святого Томаса и вокзалом Ватерлоо. Оно было примечательным для проходящей мимо публики по трем основным причинам: оно имело совершенно иной архитектурный облик, чем любое из других близлежащих зданий, в нем не было входов на уровне земли (хотя были аварийные выходы), попасть в него можно было только по мосту и туннелю как из здания мэрии округа СЕ, и у него были оранжевые солнцезащитные козырьки, предназначенные для того, чтобы опускаться и подниматься автоматически, когда светит солнце, а не с помощью местного управления, что выглядело бы менее привлекательно снаружи. Органы управления быстро вышли из строя, что привело к нежелательному "случайному" эффекту, а также к избыточному нагреву и яркому свету внутри здания, которые жильцы не могли контролировать. Невзлюбленный многими лондонцами, он, тем не менее, был признан "выдающимся" его архитектором и некоторыми другими экспертами и отмечен как ранний пример офисного интерьера открытой планировки, который следовало бы включить в список.
В течение 64 лет Каунти-холл служил штаб-квартирой местного самоуправления Лондона. В 1980-х годах влиятельная в то время лейбористская партия GLC во главе с Кеном Ливингстоном вступила в конфликт с консервативным национальным правительством Маргарет Тэтчер. Фасад Каунти-холла часто служил рекламным щитом для оппозиционных лозунгов, которые можно было увидеть из Вестминстерского дворца.
Когда правительство Маргарет Тэтчер упразднило GLC в 1986 году, Каунти-холл утратил свою роль резиденции правительства Лондона. Вскоре заговорили о том, что должно было произойти со зданием, и появились планы перенести Лондонскую школу экономики на это место, которые так и не были реализованы. Здание оставалось в пользовании Управления образования Внутреннего Лондона (ILEA) до его упразднения в 1990 году, когда здание было передано Лондонскому органу по управлению имуществом и в конечном итоге продано японскому инвестору Сираяме Шокусану. 21 октября 2005 года Высокий суд Англии и Уэльса удовлетворил ходатайство владельцев здания, Шираямы Шокусана, о выселении галереи Саатчи на основании нарушения контракта, в частности, использования пространства за пределами арендованной площади для выставок.
Островной квартал был снесен в 2006 году, чтобы освободить место для отеля Park Plaza Westminster Bridge. Здание, также известное как No 1 Westminster Bridge Road, не использовалось с 1986 года и было описано как бельмо на глазу.
Синяя мемориальная доска в честь LCC, GLC и Управления образования Внутреннего Лондона в Каунти-холле.
Каунти-холл является местом расположения предприятий и достопримечательностей, включая Лондонский аквариум Sea Life и "Приключения Шрека"!
В нём расположены два отеля: гостиница Премьер Инн и гостиница Марриот.